# Snape (Suffolk)
Koordinaten: 52° 10′ N, 1° 30′ O
Snape ist ein Dorf in der englischen Grafschaft Suffolk (Region East Anglia). Es befindet sich an dem Fluss Alde und liegt in der Nähe der Stadt Aldeburgh. Snape hat etwa 600 Einwohner.

## Archäologische Ausgrabungen
Bei Snape fanden mehrfach Ausgrabungen bei einem Gräberfeld aus angelsächsischer Zeit statt, wobei auch ein Bootsgrab (englisch Ship burial) entdeckt wurde, das aus einer früheren Zeit stammt als das Schiffsgrab von Sutton Hoo.

## Snape Maltings
In Snape befindet sich das Veranstaltungs-, Ausstellungs- und Einkaufszentrum Snape Maltings. Es ist in den restaurierten Gebäuden einer ehemaligen Gersten-Mälzerei sowie weiterer Gewerbe- und Industriebetriebe untergebracht, die überwiegend aus der Mitte des 19. Jahrhunderts stammen. International bekannt sind die Snape Maltings vor allem für ihre 1967 eröffnete Konzerthalle, die als Schauplatz der meisten Veranstaltungen des 1948 von Benjamin Britten gegründeten Aldeburgh Festivals für klassische Musik dient und über eine hervorragende Akustik verfügt. Darüber hinaus beherbergt das weitläufige Areal Geschäfte, Galerien, Cafés, Restaurants und Ferienwohnungen.

## Harry Potter
Einer der Hauptcharaktere der Harry-Potter-Romane, der Zaubertränkemeister Severus Snape, ist nach der Ortschaft Snape benannt. Joanne K. Rowling erzählte in mehreren Interviews, dass sie sich für die Namen ihrer Romanfiguren oft von Landkarten inspirieren ließ.